# Campeonato caboverdiano de fútbol 2002
El Campeonato caboverdiano de fútbol 2003 es la 23.ª edición desde la independencia de Cabo Verde. Empezó el 11 de mayo de 2002 y terminó el 6 de julio de 2002. El torneo lo organiza la Federación caboverdiana de fútbol (FCF).
Onze Unidos es el equipo defensor del título. Un total de 9 equipos participaron en la competición, los campeones de las ligas regionales.

## Equipos participantes
- Académica Operária campeón del campeonato regional de Boavista.
- Académica da Brava campeón del campeonato regional de Brava.
- Académica do Fogo campeón del campeonato regional de Fogo.
- Onze Unidos; campeón del Campeonato Regional de Fútbol de Maio.
- Académico do Aeroporto campeón del campeonato regional de Sal.
- Sanjoanense campeón del campeonato regional de Santo Antão.
- SC Atlético campeón del campeonato regional de São Nicolau.
- Batuque FC campeón del campeonato regional de São Vicente.
- Sporting Clube da Praia campeón del campeonato regional de Santiago.

## Tabla de posiciones
|   | Equipo                  | PJ | PG | PE | PP | GF | GC | DG  | PTS |
| - | ----------------------- | -- | -- | -- | -- | -- | -- | --- | --- |
| 1 | Sporting Clube da Praia | 8  | 6  | 1  | 1  | 22 | 4  | +18 | 19  |
| 2 | Batuque FC              | 8  | 6  | 1  | 1  | 18 | 5  | +13 | 19  |
| 3 | Académica do Fogo       | 8  | 5  | 1  | 2  | 21 | 12 | +9  | 16  |
| 4 | Académico do Aeroporto  | 8  | 5  | 1  | 2  | 17 | 11 | +6  | 16  |
| 5 | SC Atlético             | 8  | 5  | 1  | 2  | 15 | 9  | +6  | 16  |
| 6 | Académica Operária      | 8  | 3  | 0  | 5  | 9  | 11 | -2  | 9   |
| 7 | Sanjoanense             | 8  | 2  | 0  | 6  | 8  | 21 | -13 | 6   |
| 8 | Onze Unidos             | 8  | 0  | 2  | 6  | 5  | 17 | -12 | 2   |
| 9 | Académica da Brava      | 8  | 0  | 1  | 7  | 2  | 27 | -25 | 1   |

## Resultados
| Sanjoanense    | 2 - 1 | Onze Unidos         | 11 de mayo |
| Académica Fogo | 4 - 2 | Académica Operária  | 11 de mayo |
| Atlético       | 2 - 1 | Sporting Praia      | 11 de mayo |
| Batuque        | 4 - 1 | Académico Aeroporto | 11 de mayo |

| Académica Brava     | 0 - 1 | Batuque        | 18 de mayo |
| Académico Aeroporto | 3 - 0 | Atlético       | 18 de mayo |
| Sporting Praia      | 3 - 0 | Académica Fogo | 18 de mayo |
| Académica Operária  | 2 - 0 | Sanjoanense    | 18 de mayo |

| Onze Unidos    | 0 - 2 | Académica Operária  | 25 de mayo |
| Sanjoanense    | 0 - 2 | Sporting Praia      | 25 de mayo |
| Académica Fogo | 1 - 2 | Académico Aeroporto | 25 de mayo |
| Atlético       | 6 - 0 | Académica Brava     | 25 de mayo |

| Batuque             | 3 - 0 | Atlético       | 1 de junio |
| Académico Aeroporto | 4 - 1 | Sanjoanense    | 1 de junio |
| Sporting Praia      | 2 - 0 | Onze Unidos    | 1 de junio |
| Académica Brava     | 0 - 3 | Académica Fogo | 2 de junio |

| Académica Operária | 0 - 1 | Sporting Praia      | 8 de junio |
| Onze Unidos        | 1 - 1 | Académico Aeroporto | 8 de junio |
| Sanjoanense        | 2 - 1 | Académica Brava     | 8 de junio |
| Académica Fogo     | 2 - 1 | Batuque             | 8 de junio |

| Atlético            | 1 - 1 | Académica Fogo     | 15 de junio |
| Batuque             | 4 - 1 | Sanjoanense        | 15 de junio |
| Académico Aeroporto | 2 - 1 | Académica Operária | 15 de junio |
| Académica Brava     | 1 - 1 | Onze Unidos        | 16 de junio |

| Sporting Praia     | 3 - 1 | Académico Aeroporto | 22 de junio |
| Académica Operária | 2 - 0 | Académica Brava     | 22 de junio |
| Onze Unidos        | 0 - 1 | Batuque             | 22 de junio |
| Sanjoanense        | 1 - 2 | Atlético            | 22 de junio |

| Académico Fogo  | 5 - 1 | Sanjoanense        | 29 de junio |
| Atlético        | 3 - 0 | Onze Unidos        | 29 de junio |
| Batuque         | 3 - 0 | Académica Operária | 29 de junio |
| Académica Brava | 0 - 9 | Sporting Praia     | 29 de junio |

| Académico Aeroporto | 3 - 0 | Académica Brava | 6 de julio |
| Sporting Praia      | 1 - 1 | Batuque         | 6 de julio |
| Académica Operária  | 0 - 1 | Atlético        | 6 de julio |
| Onze Unidos         | 2 - 5 | Académico Fogo  | 6 de julio |

### Evolución de las posiciones
| Equipo / Jornada        | 01 | 02 | 03 | 04 | 05 | 06 | 07 | 08 | 09 |
| ----------------------- | -- | -- | -- | -- | -- | -- | -- | -- | -- |
| Académico do Aeroporto  | 9  | 4  | 5  | 3  | 2  | 1  | 3  | 5  | 4  |
| Académica da Brava      | 5  | 9  | 9  | 9  | 9  | 9  | 9  | 9  | 9  |
| Académica do Fogo       | 2  | 5  | 6  | 6  | 4  | 4  | 4  | 3  | 3  |
| Académica Operária      | 8  | 3  | 4  | 4  | 6  | 6  | 6  | 6  | 6  |
| SC Atlético             | 3  | 7  | 1  | 5  | 5  | 5  | 5  | 4  | 5  |
| Batuque FC              | 1  | 1  | 3  | 1  | 3  | 2  | 1  | 2  | 2  |
| Onze Unidos             | 6  | 8  | 8  | 8  | 8  | 8  | 8  | 8  | 8  |
| Sanjoanense             | 4  | 6  | 7  | 7  | 7  | 7  | 7  | 7  | 7  |
| Sporting Clube da Praia | 7  | 2  | 2  | 2  | 1  | 3  | 2  | 1  | 1  |

| Campeón Sporting Clube da Praia 4.o título |

## Estadísticas
- Máximo goleador: Di 9 goles. (Sporting Praia)
- Mayor goleada: Académica Brava 0 - 9 Sporting Praia. (29 de junio)
- Partido con más goles: Académica Brava 0 - 9 Sporting Praia. (29 de junio)
- Mejor racha ganadora: Sporting Praia; 6 jornadas (jornada 2 a 8, incluye jornada de descanso).
- Mejor racha invicta: Sporting Praia; 7 jornadas (jornada 2 a 9, incluye jornada de descanso).
- Mejor racha marcando: Académica Aeroporto, Batuque y Sporting Praia; 8 jornadas.
- Mejores racha imbatida: Sporting Praia; 4 jornadas (jornada 2 a 5).